# Enrique Maya
Enrique Maya Miranda 
(Montevideo, 7 de abril de 1959) es un arquitecto y político español y uruguayo que ha desarrollado su labor en Navarra. Alcalde del Ayuntamiento de Pamplona por Navarra Suma entre 2019 y 2023, y anteriormente de 2011 a 2015 por Unión del Pueblo Navarro (UPN).

## Biografía
Nació en Montevideo el 7 de abril de 1959, aunque reside en Pamplona desde los cuatro años. Arquitecto de profesión, está casado y es padre de dos hijos.

### Arquitecto en el sector público (1984-2010)
Enrique Maya accedió a la plaza de arquitecto municipal del Ayuntamiento de Tafalla en 1984, permaneciendo en este puesto hasta 1989. En ese año comenzó a desempeñar similar ocupación en la Oficina de Rehabilitación Municipal del Ayuntamiento de Pamplona, donde dirige diferentes trabajos en el Casco Antiguo de la ciudad, siendo director-coordinador de los trabajos de redacción del Plan Especial de Protección y Reforma Interior del Casco Antiguo de Pamplona.
En 1999 pasó a dirigir el área de Urbanismo y Vivienda del Ayuntamiento de Pamplona, cargo que compatibilizó desde 2003 con el de gerente de urbanismo.
Este trabajo le permitió conocer e impulsar las actuaciones urbanísticas desarrolladas en Pamplona en los últimos doce años. Entre otras, la redacción del Plan Municipal y su posterior gestión, en la que se han ejecutado planes como la ordenación del norte de Pamplona (San Jorge, Santa Engracia, Rochapea, Chantrea-Alemanes, Ezcaba, etc.), el borde sureste (Arrosadía-Lezcairu), el impulso de los Planes Especiales del Casco Antiguo y de los Ensanches o actuaciones como Iturrama Nuevo y el apoyo a la tramitación del Plan Sectorial Camino de Santiago (PSIS del AVE).
Maya también participó en la redacción de planes urbanísticos en diferentes localidades navarras. Entre otros, la Revisión de las Normas Subsidiarias de Viana, el Plan Especial del Centro Histórico de Viana, el Plan Municipal del Valle de Egüés y el Plan Municipal de San Martín de Unx. Participó también en el planeamiento y gestión del Plan Municipal de Tafalla.

### Enseñanza universitaria (1985-2010)
Enrique Maya ha estado vinculado al mundo docente desde la finalización de sus estudios. En 1984 fue nombrado Profesor Ayudante en la Escuela de Arquitectura de la Universidad de Navarra hasta 1992, año en que se doctoró con la calificación “cum laude”, y desde entonces es profesor adjunto.
Su labor docente le ha aportado conocimientos y experiencia en materia de Rehabilitación Urbana y le ha permitido participar en numerosos cursos, congresos y publicaciones. Entre los trabajos de investigación en los que ha participado destaca la “Evaluación de obras y costos en la rehabilitación de viviendas para usuarios mayores que viven solos. Casco Antiguo (1998-1999) y Segundo Ensanche (1999-2000) de Pamplona”.

### Alcalde de Pamplona (2011-2015)
A pesar de que no estaba afiliado a ningún partido político, el Consejo Político de Unión del Pueblo Navarro aprobó el 14 de enero de 2011 la designación de Enrique Maya como cabeza de lista de la candidatura del partido para la Alcaldía de Pamplona. En las elecciones municipales de ese año UPN consiguió 11 concejales y Maya se convirtió en alcalde con la abstención del PSN-PSOE y el voto favorable del PP.

### Jefe de la oposición municipal (2015-2019)
En las elecciones de mayo de 2015, UPN consiguió 10 concejales, pero Enrique Maya no revalidó su puesto como alcalde y se mantuvo como jefe de la oposición municipal en el Ayuntamiento de Pamplona. Durante esa legislatura, el puesto de alcalde lo ostentó Joseba Asiron, del grupo municipal de Euskal Herria Bildu.

### Vuelta a la alcaldía (2019-2023)
UPN, el PPN y Ciudadanos firmaron un acuerdo para presentarse juntos a las elecciones forales, municipales y generales, bajo la marca Navarra Suma. Obtuvieron 13 de los 27 concejales, quedándose a un concejal de la mayoría absoluta. Gracias a que el PSN votó a su candidata, Maite Esporrín, esto hizo que la lista más votada, NA+, obtuviese la alcaldía de Pamplona, regresando Maya a la alcaldía. 
En abril de 2020 estuvo ingresado en el Complejo Hospitalario de Navarra por la COVID-19.
Durante esta legislatura, recibió tres reprobaciones por parte del pleno municipal.

## Publicaciones
Entre las publicaciones y ponencias de Enrique Maya, destacan las referidas a Pamplona. Sus principales trabajos son: 
- La parcela gótica. Rehabilitar el cerramiento
- Rehabilitación estructural de centros históricos
- Centro Histórico de Pamplona. Muralla y Glamour
- Rehabilitar el Centro Histórico desde la periferia
- Rehabilitación y Conservación de Centros Históricos
- Planificación y Gestión del Centro Histórico de Pamplona
- La experiencia de rehabilitación en el Casco Antiguo de Pamplona
- Los planes de rehabilitación de cascos urbanos
- El ejemplo de Pamplona o, muy recientemente
- La  muralla verde, dentro del ciclo Pasado, presente y futuro de las fortificaciones de Pamplona.